# Arthur Brown
För politikern se Arthur Brown (senator).
Arthur Brown, född 24 juni 1942 i Whitby i North Yorkshire, är en brittisk sångare. Brown är främst känd för sin hitlåt "Fire!" från 1968 vilken gjorde stor succé på båda sidor av Atlanten. I Sverige låg låten en vecka på Tio i topp. Han gjorde sig också känd genom sina intensiva scenuppträdanden där han bland annat bar huvudbonader som brann(!). Under 1970-talet släpptes några av hans skivor under gruppnamnet Kingdom Come och var mer inriktade på artrock.
Hans första album producerades av Pete Townshend.

## Diskografi
Studioalbum
- The Crazy World of Arthur Brown (1968)
- Galactic Zoo Dossier (1972)
- Kingdom Come (1972)
- The Journey (1973)
- Dance (1975)
- Chisholm in My Bosom (1977)
- Faster Than the Speed of Light (1980)
- Speak No Tech (1981)
- Requiem (1982)
- Brown, Black & Blue (1988)
- Strangelands (1988)
- Tantric Lover (2000)
- Vampire Suite (2003)
- The Voice of Love (2007)
- The Magic Hat (2012)
- Zim Zam Zim (2013)
- Gypsy Voodoo (2019)

Livealbum
- Order From Chaos (1993)
- Jam (1994)
- The Legboot Album (2002)
- The Crazy World of Arthur Brown Live at High Voltage (2011)